# Monte nummaro
I monti nummari furono istituiti in Sardegna nel 1780, in periodo del riformismo sabaudo, con un editto dell'allora re di Sardegna Vittorio Amedeo III di Savoia. Erano finalizzati all'aumento del reddito agrario e al contrasto dell'usura a cui soprattutto i contadini con poche risorse erano esposti. Organizzazione parallela a quella dei monti frumentari (o granatici), a differenza di questi che distribuivano sementi, i monti nummari concedevano piccoli prestiti in denaro per l'acquisto di mezzi legati alla produzione quali attrezzi agricoli o bestiame da lavoro, da restituire con un bassissimo tasso d'interesse.
I monti erano amministrati da una giunta presieduta dal parroco; questi dava conto a una giunta diocesana presieduta dal vescovo, che a sua volta faceva capo a una giunta regionale con sede in Cagliari.
In pochi anni nei 364 comuni della Sardegna furono aperti 347 monti nummari con riserve di denaro, a fine secolo, pari a circa 177.000 lire, una cifra sufficiente a far fronte a tutte le richieste.

I monti nummari rimasero in funzione sino al 1851, quando furono sostituiti dai monti di soccorso la cui amministrazione era affidata a commissioni comunali. Rinominati, nel 1924, casse comunali di credito agrario, vennero nel dopoguerra trasformati in uffici di corrispondenza del Banco di Sardegna e in ultimo, a fine 1999, in semplici sportelli bancari del medesimo istituto.